# Robert Clément
Robert Clément, né le 18 janvier 1939, est un homme politique français. Membre du Parti communiste français, il est conseiller général du canton de Romainville, président du conseil général de la Seine-Saint-Denis et maire de Romainville.

## Biographie
Né dans une famille ouvrière, Robert Clément est pupille de la Nation, son père étant mort pendant la guerre en 1940.
Il s'engage tôt dans l'action syndicale en participant à la fondation de l'Union nationale des comités d'action lycéens (UNCAL).
Il adhère ensuite à la Jeunesse communiste et devient membre du secrétariat national de cette organisation. Membre du PCF, il entre au Comité central - puis national - du parti. Il est aussi secrétaire général, puis président (de 1987 à 1996) de l'Association nationale des élus communistes et républicains. 
Robert Clément est élu au conseil municipal de Romainville en 1971. Le 20 février 1979, il devient premier adjoint du maire, Gérard Machelart, auquel il succède à la démission de celui-ci en 1980. Il occupe cette fonction jusqu'en 1998.
Il exerce également le mandat de conseiller général du canton de Romainville de 1985 à 2004, date à laquelle il ne se représente pas, et est président du conseil général de 1993 à 2004.

## Distinction
En 1997, Robert Clement est élevé au grade de chevalier de l'ordre national de la Légion d'honneur. Cette décoration lui est remise par Georges Valbon, son prédécesseur à la présidence du conseil général.